# Contea di Union (Arkansas)
La contea di Union, in inglese Union County, è una contea dello Stato dell'Arkansas, negli Stati Uniti. La popolazione al censimento del 2000 era di 45 629 abitanti. Il capoluogo di contea è El Dorado.

## Storia
La contea di Union fu costituita nel 1829.